# Cathérine Deneuve
Cathérine Fabienne Dorléac (Pariz, 22. listopada 1943.), francuska je filmska glumica, nagrađena Cesarom, koja je slavu stekla tumačeći uloge "ledenih ljepotica" u djelima velikih filmaša kao što su Luis Buñuel, François Truffaut i Roman Polanski, a s vremenom postala i jedna od ikona francuske kinematografije u drugoj polovici 20. stoljeća.
Njena sestra starija sestra Françoise Dorléac također je bila etablirana glumica.

## Vanjske poveznice
- Catherine Deneuve u internetskoj bazi filmova IMDb-u (engl.)